# Mikael Toppelius
Mikael Toppelius (né le 10 août 1734 à Oulu – décédé le 27 décembre 1821 à Oulu) est un artiste peintre d'églises finlandais.
Il est le dernier représentant remarquable de la tradition nordique de peinture d'églises.

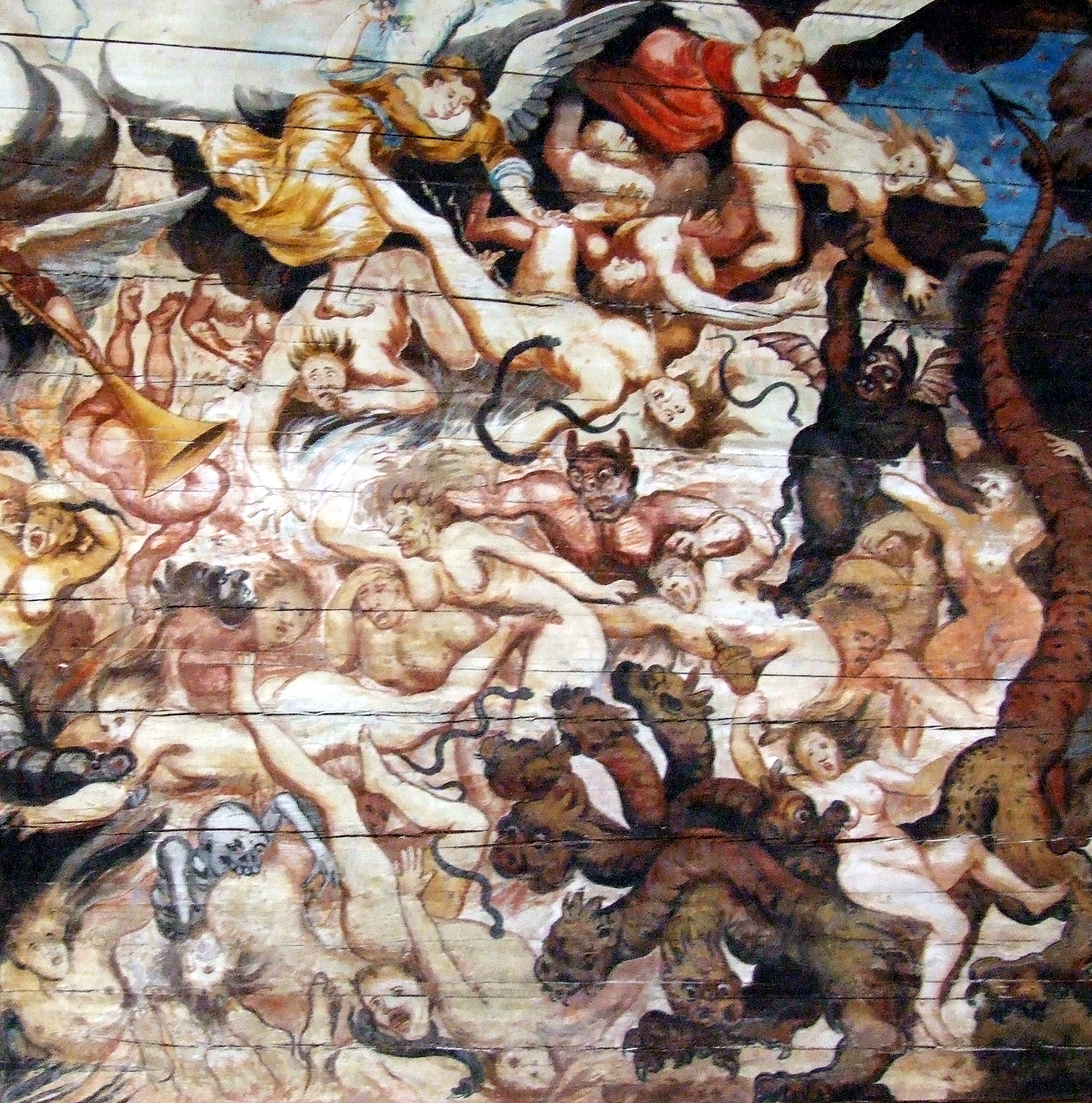
Le Jugement dernier, église de Haukipudas.

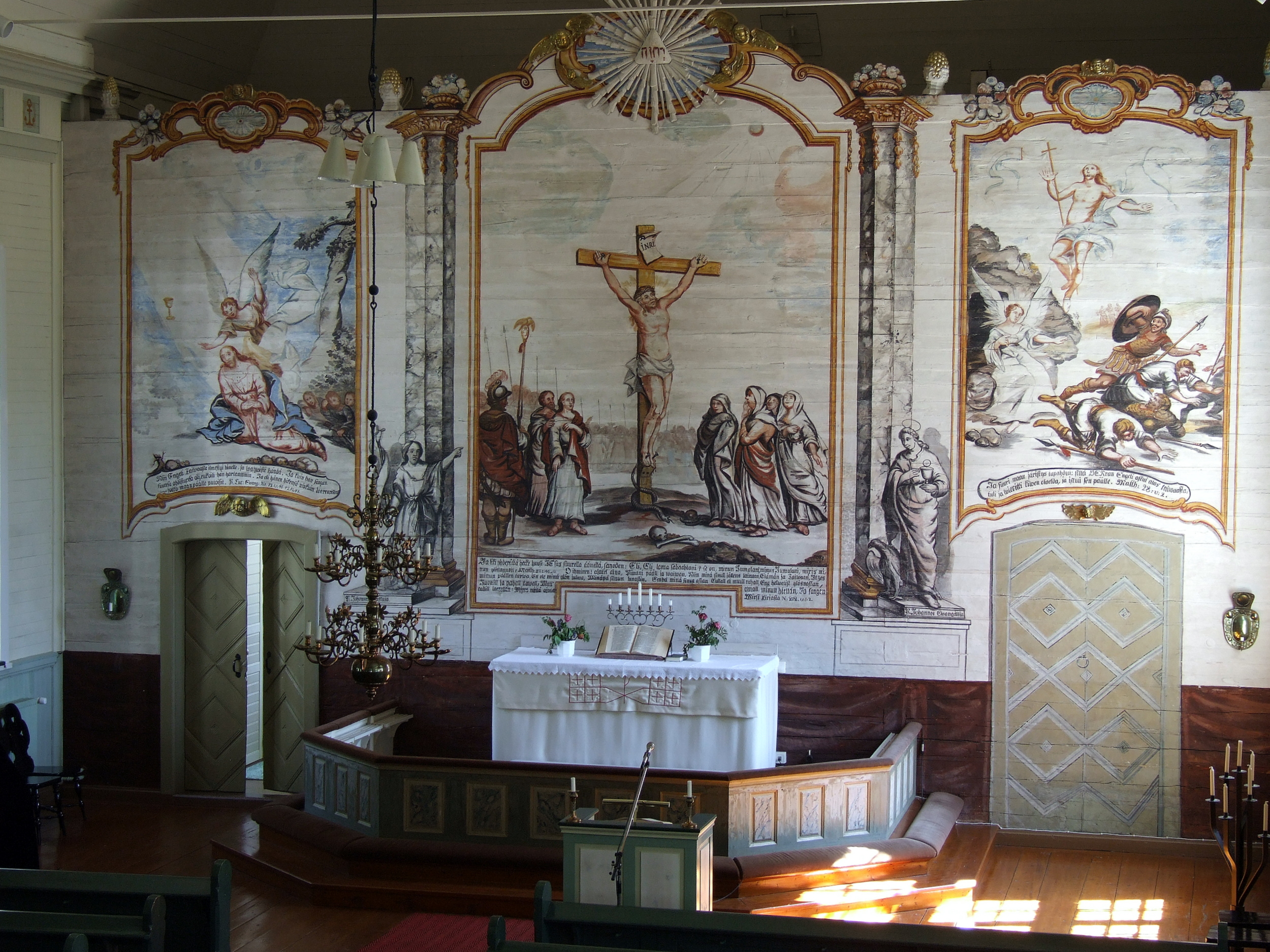
Le retable de l'église de Rantsila.

## Biographie
Mikael Toppelius est le grand-père de Zacharias Topelius.

## Œuvres majeures
| Église d’origine              | Année de création | Peintures sacrées                                                                          | Devenir des œuvres |
| Église d'Iisalmi              | 1748              | Images de personnages bibliques                                                            | église démolie en 1779, peintures réinstallées à l’Église Gustave Adolphe d’Iisalmi                                                    |
| Église de Hailuoto            | 1756              | décorations du chœur et de la sacristie, chaire                                            | église incendiée en 1968, chaire et décorations dans la nouvelle église.                                                               |
| Église de Leppävirta (fi)     | 1750              | chaire                                                                                     | église incendiée en 1734. |
| Église de Kuopio (fi)         | 1760              | chaire et tableau Jeesus kiusaajan edessä                                                  | église démolie en 1817, chaire réinstallée à l’Église d'Eno et tableau au Musée national de Finlande.                                  |
| Ancienne église de Pieksämäki | 1760–1762         | Images des prophètes et des apôtres, chaire                                                | |
| Église de Oulunsalo           | 1762, 1764        | peintures de la voûte et chaire                                                            | église démolie en 1855, chaire réinstallée au Musée de l'ostrobothnie du nord.                                                         |
| Église de Pielavesi (fi)      | 1764              | retable, deux tableaux, chaire                                                             | église démolie dans les années 1790, retable réinstallé dans la nouvelle église et les autres peintures au Musée national de Finlande. |
| Église de Paavola (fi)        | 1765              | peintures de la voûte et des murs, retable, chaire                                         | chaire en place. |
| Église de Pudasjärvi (fi)     | 1766              | peintures des murs extérieurs du clocher                                                   | |
| Église de Pulkkila            | 1770              | retable, chaire, peintures murales                                                         | église démolie en 1908, retable réinstallé à l’Église de Pulkkila et chaire au Musée de Raahe (fi).                                    |
| Église de Lohtaja (fi)        | 1770–1773         | retable                                                                                    | |
| Église de Siikajoki           | 1771–1772         | retable, chaire                                                                            | |
| Église de Haukipudas          | 1774–1779         | Peintures murales et de la voûte de la nef, chaire, tableau monumental Le Jugement dernier | |
| Église de Lapinlahti          | 1775              | retable, peintures                                                                         | église démolie en 1880, peintures réinstallées au Musée national de Finlande.                                                          |
| Église de Maaninka (fi)       | 1775, 1803        | 5 tableaux                                                                                 | église démolie en 1830, peintures réinstallées au Musée national de Finlande.                                                          |
| Église de Kiuruvesi           | 1777              | chaire, 2 tableaux                                                                         | église démolie en 1853, chaire et peintures réinstallées au Musée de Kuopio                                                            |
| Église de Piippola            | 1779              | chaire                                                                                     | couvertes en 1888 |
| Église d'Ilmajoki             | 1780              | peintures de la voûte et des murs                                                          | couvertes en 1857 |
| Église de Tohmajärvi (fi)     | 1783              | retable, chaire, images des prophètes, tableau Le Jugement dernier                         | chaire réinstallée à l’Église de Olavinlinna, autres peintures disparues                                                               |
| Église de Kiiminki (fi)       | 1780 (années)     | retable et chaire                                                                          | retable en place, chaire disparue. |
| Ancienne église de Kempele    | 1785–1786, 1795   | peintures murales, chaire                                                                  | |
| Église de Rantsila            | 1788, 1794        | retable, chaire                                                                            | |
| Église de Kuivaniemi          | 1800, 1820        | deux tableaux                                                                              | église démolie dans les années 1870, peintures réinstallées à l’Église de Kuivaniemi                                                   |
| Église de Nurmes              | 1803              | retable                                                                                    | église démolie dans les années 1850, retable réinstallé dans la sacristie de l’Église de Nurmes                                        |
| Église de Jalasjärvi          | 1805              | retable et peintures murales                                                               | retable en place, peintures murales recouvertes                                                                                        |
| Ancienne église de Kauhajoki  | 1805              | ?                                                                                          | église incendiée en 1808. |
| Église de Tyrnävä (fi)        | 1820              | retable, chaire                                                                            | église incendiée en 1865 |
| Église de Revonlahti (fi)     | 1821              | retable, chaire, peintures murales                                                         | |